# كورتيس ماكنزي
كورتيس ماكنزي هو لاعب هوكي الجليد كندي، ولد في 22 فبراير 1991 في قولدن في كندا.

## وصلات خارجية
- كورتيس ماكنزي على موقع دوري الهوكي الوطني (الإنجليزية)
- كورتيس ماكنزي على موقع EliteProspects.com (الإنجليزية)
- كورتيس ماكنزي على موقع HockeyDB.com (الإنجليزية)
- كورتيس ماكنزي على موقع Hockey-Reference.com (الإنجليزية)